# John Sandén
John Erik Sandén (i riksdagen kallad Sandén i Karlstad), född 31 juli 1887 i Jönköpings västra församling, död 30 april 1952 i Karlstads församling, Värmlands län, var en svensk tidningsredaktör och riksdagsman (socialdemokrat).
Sandén var redaktör på Värmlands Folkblad från 1920, ledamot av Karlstads stadsfullmäktige samt vice ordförande i Karlstads fattigvårdsstyrelse. Han var ledamot av riksdagens första kammare 1925–1949 i Värmlands läns valkrets samt ledamot av Lönenämnden för riksdagens verk från 1944.